# Balázs Taróczy

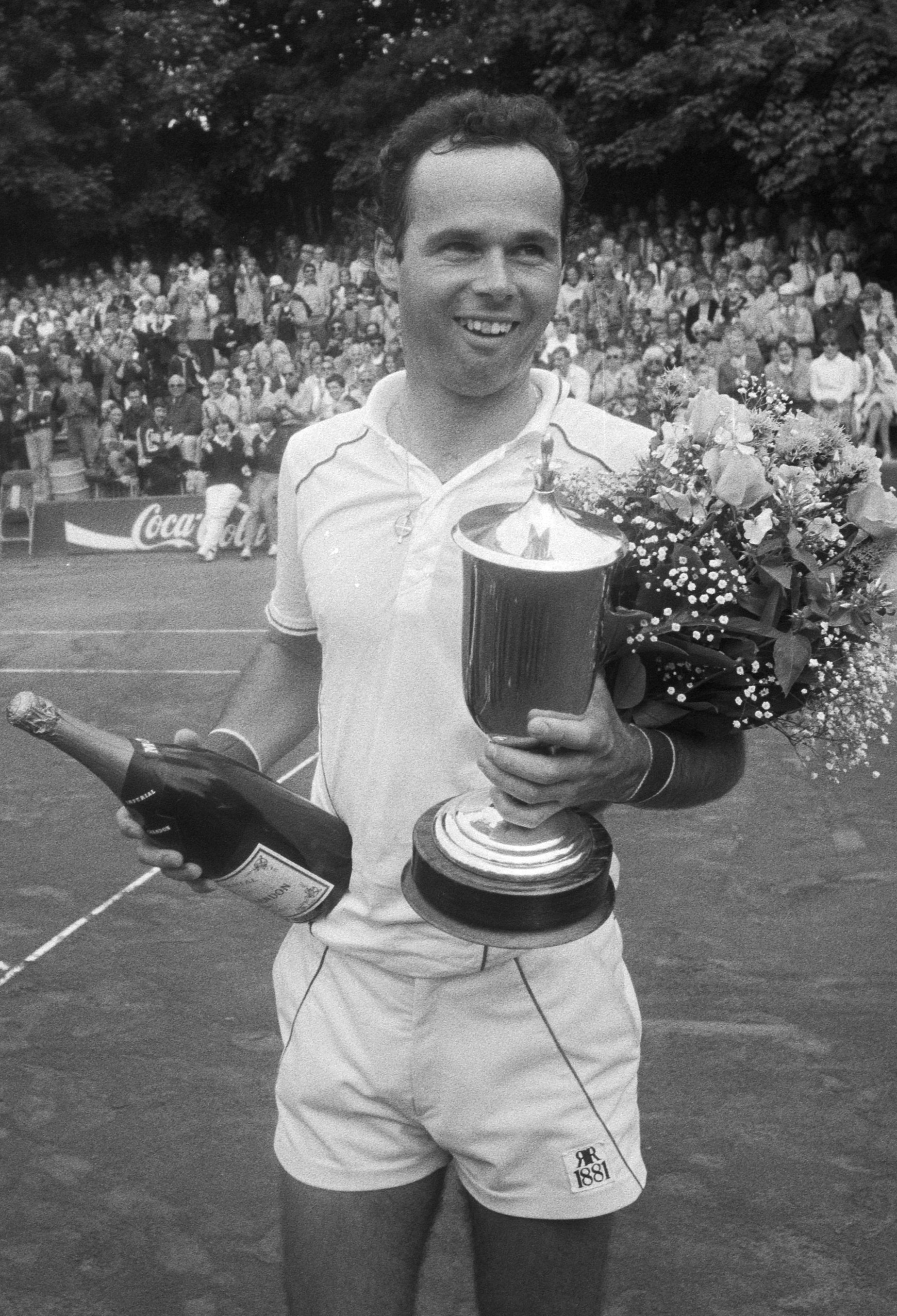

Balázs Taróczy (n, 9 de mayo de 1954 en Budapest, Hungría) es un jugador de tenis húngaro. En su carrera ha conquistado 39 torneos ATP y su mejor posición en el ranking de individuales fue Nº13 en febrero de 1982 y en el de dobles fue N.º 3 en julio de 1985. También es recordado por haber ganado 2 Grand Slams de dobles.

## Títulos (39; 13+26)

### Individuales (13)
| N.º | Fecha      | Torneo                  | Superficie    | Oponente en la final | Resultado               |
| --- | ---------- | ----------------------- | ------------- | -------------------- | ----------------------- |
| 1.  | 1974-07-27 | Kitzbühel, Austria      | Tierra batida | Onny Parun           | 6–1, 6–4, 6–4           |
| 2.  | 1976-07-19 | Hilversum, Países Bajos | Tierra batida | Ricardo Cano         | 6–4, 6–0, 6–1           |
| 3.  | 1978-07-30 | Hilversum, Países Bajos | Tierra batida | Tom Okker            | 2–6, 6–1, 6–2, 6–4      |
| 4.  | 1978-10-15 | Barcelona, España       | Tierra batida | Ilie Năstase         | 1–6, 7–5, 4–6, 6–3, 6–4 |
| 5.  | 1979-06-17 | Bruselas, Bélgica       | Tierra batida | Ivan Lendl           | 6–1, 1–6, 6–3           |
| 6.  | 1979-07-29 | Hilversum, Países Bajos | Tierra batida | Tomáš Šmíd           | 6–2, 6–2, 6–1           |
| 7.  | 1980-07-20 | Bastad, Suecia          | Tierra batida | Tony Giammalva       | 6–3, 3–6, 7–6           |
| 8.  | 1980-07-27 | Hilversum, Países Bajos | Tierra batida | Haroon Ismail        | 6–3, 6–2, 6–1           |
| 9.  | 1980-09-28 | Génova, Suiza           | Tierra batida | Adriano Panatta      | 6–3, 6–2                |
| 10. | 1981-07-26 | Hilversum, Países Bajos | Tierra batida | Heinz Günthardt      | 6–3, 6–7, 6–4           |
| 11. | 1981-10-25 | Tokio, Japan            | Tierra batida | Eliot Teltscher      | 6–3, 1–6, 7–6           |
| 12. | 1982-04-04 | Niza, Francia           | Tierra batida | Yannick Noah         | 6–2, 3–6, 13–11         |
| 13. | 1982-07-25 | Hilversum, Países Bajos | Tierra batida | Buster Mottram       | 7–6, 6–7, 6–3, 7–6      |

### Finalista (7)
| N.º | Fecha      | Torneo                       | Superficie    | Oponente en la final | Resultado          |
| --- | ---------- | ---------------------------- | ------------- | -------------------- | ------------------ |
| 1.  | 1977-07-09 | Bastad, Suecia               | Tierra batida | Corrado Barazzutti   | 6–7, 7–6, 2–6      |
| 2.  | 1978-11-04 | Viena, Austria               | Dura          | Stan Smith           | 6–4, 6–7, 6–7, 3–6 |
| 3.  | 1979-07-22 | Bastad, Suecia               | Tierra batida | Björn Borg           | 1–6, 5–7           |
| 4.  | 1980-06-15 | Bruselas, Bélgica            | Tierra batida | Peter McNamara       | 6–7, 3–6, 0–6      |
| 5.  | 1981-04-26 | Bournemouth, Reino Unido     | Tierra batida | Víctor Pecci         | 3–6, 4–6           |
| 6.  | 1983-07-24 | Hilversum, Países Bajos      | Tierra batida | Tomáš Šmíd           | 4–6, 4–6           |
| 7.  | 1984-08-12 | Indianápolis, Estados Unidos | Tierra batida | Andrés Gómez         | 0–6, 6–7           |

### Dobles (26)
| N.º | Fecha | Torneo                         | Superficie    | Pareja                 | Oponentes en la final                             | Resultado               |
| --- | ----- | ------------------------------ | ------------- | ---------------------- | ------------------------------------------------- | ----------------------- |
| 1.  | 1977  | Múnich, Alemania               | Tierra batida | František Pala         | Nikola Spear John Whitlinger                      | 6–3, 6–4                |
| 2.  | 1978  | Hilversum, Países Bajos        | Tierra batida | Tom Okker              | Bob Carmichael Mark Edmondson                     | 7–6, 4–6, 7–5           |
| 3.  | 1978  | Boston, U.S.                   | Tierra batida | Víctor Pecci           | Heinz Günthardt Van Winitsky                      | 6–3, 3–6, 6–1           |
| 4.  | 1978  | Viena, Austria                 | Dura (i)      | Víctor Pecci           | Bob Hewitt Frew McMillan                          | 6–3, 6–7, 6–4           |
| 5.  | 1979  | Hilversum, Países Bajos        | Tierra batida | Tom Okker              | Jan Kodeš Tomáš Šmíd                              | 6–1, 6–3                |
| 6.  | 1980  | Hilversum, Países Bajos        | Tierra batida | Tom Okker              | Tony Giammalva Buster Mottram                     | 7–5, 6–3, 7–6           |
| 7.  | 1980  | Ginebra, Suiza                 | Tierra batida | Željko Franulović      | Heinz Günthardt Markus Günthardt \| 6–4, 4–6, 6–4 |                         |
| 8.  | 1980  | Bolonia, Italia                | Moqueta       | Butch Walts            | Steve Denton Paul McNamee                         | 2–6, 6–3, 6–0           |
| 9.  | 1981  | El Cairo, Egipto               | Tierra batida | Ismail El Shafei       | Paolo Bertolucci Gianni Ocleppo                   | 6–7, 6–3, 6–1           |
| 10. | 1981  | Masters de Monte Carlo, Mónaco | Tierra batida | Heinz Günthardt        | Pavel Složil Tomáš Šmíd                           | 6–3, 6–3                |
| 11. | 1981  | Roland Garros, París           | Tierra batida | Heinz Günthardt        | Terry Moor Eliot Teltscher                        | 6–2, 7–6, 6–3           |
| 12. | 1981  | Hilversum, Países Bajos        | Tierra batida | Heinz Günthardt        | Raymond Moore Andrew Pattison                     | 6–0, 6–2                |
| 13. | 1981  | Ginebra, Suiza                 | Tierra batida | Heinz Günthardt        | Pavel Složil Tomáš Šmíd                           | 6–4, 3–6, 6–2           |
| 14. | 1981  | Tokio, Japón                   | Tierra batida | Heinz Günthardt        | Larry Stefanki Robert Van't Hof                   | 3–6, 6–2, 6–1           |
| 15. | 1982  | Masters Dobles, Londres        | Moqueta       | Heinz Günthardt        | Kevin Curren Steve Denton                         | 6–7, 6–3, 7–5, 6–4      |
| 16. | 1982  | Roma, Italia                   | Tierra batida | Heinz Günthardt        | Wojtek Fibak John Fitzgerald                      | 6–4, 4–6, 6–3           |
| 17. | 1983  | Masters Dobles, Londres        | Moqueta       | Heinz Günthardt        | Brian Gottfried Raúl Ramírez                      | 6–3, 7–5, 7–6           |
| 18. | 1983  | Bruselas, Bélgica              | Moqueta       | Heinz Günthardt        | Hans Simonsson Mats Wilander                      | 6–2, 6–4                |
| 19. | 1983  | Masters de Monte Carlo, Mónaco | Tierra batida | Heinz Günthardt        | Henri Leconte Yannick Noah                        | 6–2, 6–4                |
| 20. | 1983  | Hamburgo, Alemania             | Tierra batida | Heinz Günthardt        | Mark Edmondson Brian Gottfried                    | 7–6, 4–6, 6–4           |
| 21. | 1983  | Hilversum, Países Bajos        | Tierra batida | Heinz Günthardt        | Jan Kodeš Tomáš Šmíd                              | 3–6, 6–2, 6–3           |
| 22. | 1985  | Indian Wells, Estados Unidos   | Dura          | Heinz Günthardt        | Ken Flach Robert Seguso                           | 3–6, 7–6, 6–3           |
| 23. | 1985  | Wimbledon, Londres             | Hierba        | Heinz Günthardt        | Pat Cash John Fitzgerald                          | 6–4, 6–3, 4–6, 6–3      |
| 24. | 1986  | Masters Dobles, Londres        | Moqueta       | Heinz Günthardt        | Paul Annacone Christo van Rensburg                | 6–4, 1–6, 7–6, 6–7, 6–4 |
| 25. | 1988  | Viena, Austria                 | Moqueta       | Alex Antonitsch        | Kevin Curren Tomáš Šmíd                           | 4–6, 6–3, 7–6           |
| 26. | 1989  | Múnich, Alemania               | Tierra batida | Javier Sánchez Vicario | Peter Doohan Laurie Warder                        | 7–6, 6–7, 7–6           |

### Finalista en dobles (33)
| N.º | Fecha | Torneo                         | Superficie    | Pareja           | Oponentes en la final               | Resultado          |
| --- | ----- | ------------------------------ | ------------- | ---------------- | ----------------------------------- | ------------------ |
| 1.  | 1973  | Prague, Checoslovaquia         | Tierra batida | Róbert Machán    | Jan Kodeš Vladimir Zednik           | 6–3, 7–6           |
| 2.  | 1974  | Florencia, Italia              | Tierra batida | Róbert Machán    | Paolo Bertolucci Adriano Panatta    | 6–3, 3–6, 6–4      |
| 3.  | 1974  | Kitzbühel, Austria             | Tierra batida | František Pala   | Iván Molina Jairo Velasco           | 2–6, 7–6, 6–4, 6–4 |
| 4.  | 1975  | Róterdam, Países Bajos         | Moqueta       | José Higueras    | Bob Hewitt Frew McMillan            | 6–2, 6–2           |
| 5.  | 1976  | Florencia, Italia              | Tierra batida | Peter Szoke      | Colin Dibley Carlos Kirmayr         | 5–7, 7–5, 7–5      |
| 6.  | 1976  | Hilversum, Países Bajos        | Tierra batida | Wojtek Fibak     | Ricardo Cano Belus Prajoux          | 6–4, 6–3           |
| 7.  | 1978  | Bastad, Suecia                 | Tierra batida | Peter Szoke      | Bob Carmichael Mark Edmondson       | 7–5, 6–4           |
| 8.  | 1979  | Masters de Monte Carlo, Mónaco | Tierra batida | Víctor Pecci     | Ilie Năstase Raúl Ramírez           | 6–3, 6–4           |
| 9.  | 1979  | Bruselas, Bélgica              | Tierra batida | Carlos Kirmayr   | Billy Martin Peter McNamara         | 5–7, 7–5, 6–4      |
| 10. | 1980  | Roma, Italia                   | Tierra batida | Eliot Teltscher  | Mark Edmondson Kim Warwick          | 7–6, 7–6           |
| 11. | 1980  | Palermo, Italia                | Tierra batida | Víctor Pecci     | Gianni Ocleppo Ricardo Ycaza        | 6–2, 6–2           |
| 12. | 1980  | Madrid, España                 | Tierra batida | Jan Kodeš        | Hans Gildemeister Andrés Gómez      | 3–6, 6–3, 10–8     |
| 13. | 1980  | Barcelona, España              | Tierra batida | Pavel Složil     | Steve Denton Ivan Lendl             | 6–2, 6–7, 6–3      |
| 14. | 1981  | Tokio, Japón                   | Moqueta       | Heinz Günthardt  | Victor Amaya Hank Pfister           | 6–4, 6–2           |
| 15. | 1981  | Bolonia, Italia                | Moqueta       | Tomáš Šmíd       | Sammy Giammalva Jr. Henri Leconte   | 7–6, 6–4           |
| 16. | 1982  | Ciudad de México               | Moqueta       | Tomáš Šmíd       | Sherwood Stewart Ferdi Taygan       | 6–4, 7–5           |
| 17. | 1982  | Delray Beach, U.S.             | Tierra batida | Tomáš Šmíd       | Mel Purcell Eliot Teltscher         | 6–4, 7–6           |
| 18. | 1982  | Niza, Francia                  | Tierra batida | Paul McNamee     | Henri Leconte Yannick Noah          | 5–7, 6–4, 6–3      |
| 19. | 1982  | Madrid, España                 | Tierra batida | Heinz Günthardt  | Pavel Složil Tomáš Šmíd             | 6–1, 3–6, 9–7      |
| 20. | 1982  | Hilversum, Países Bajos        | Tierra batida | Heinz Günthardt  | Jan Kodeš Tomáš Šmíd                | 7–6, 6–4           |
| 21. | 1983  | Múnich, Alemania               | Moqueta       | Heinz Günthardt  | Kevin Curren Steve Denton           | 7–5, 2–6, 6–1      |
| 22. | 1983  | Bournemouth, Inglaterra        | Tierra batida | Heinz Günthardt  | Tomáš Šmíd Sherwood Stewart         | 7–6, 7–5           |
| 23. | 1984  | Hamburgo, Alemania             | Tierra batida | Heinz Günthardt  | Stefan Edberg Anders Järryd         | 6–3, 6–1           |
| 24. | 1984  | Indianápolis, U.S.             | Tierra batida | Heinz Günthardt  | Ken Flach Robert Seguso             | 7–6, 7–5           |
| 25. | 1984  | Masters de Cincinnati, U.S.    | Dura          | Sandy Mayer      | Francisco González Matt Mitchell    | 4–6, 6–3, 7–6      |
| 26. | 1984  | Viena, Austria                 | Dura (i)      | Heinz Günthardt  | Wojtek Fibak Sandy Mayer            | 6–4, 6–4           |
| 27. | 1985  | Masters Dobles, Londres        | Moqueta       | Heinz Günthardt  | Ken Flach Robert Seguso             | 6–3, 3–6, 6–3, 6–0 |
| 28. | 1985  | Hamburgo, Alemania             | Tierra batida | Heinz Günthardt  | Hans Gildemeister Andrés Gómez      | 1–6, 7–6, 6–4      |
| 29. | 1985  | Torneo de Washington, U.S.     | Tierra batida | David Graham     | Hans Gildemeister Víctor Pecci      | 6–3, 1–6, 6–4      |
| 30. | 1988  | Saint-Vincent, Italia          | Tierra batida | Paolo Canè       | Alberto Mancini Christian Miniussi  | 6–4, 5–7, 6–3      |
| 31. | 1989  | Milán, Italia                  | Moqueta       | Heinz Günthardt  | Jakob Hlasek John McEnroe           | 6–3, 6–4           |
| 32. | 1989  | Niza, Francia                  | Tierra batida | Heinz Günthardt  | Ricki Osterthun Udo Riglewski       | 7–6, 6–7, 6–1      |
| 33. | 1990  | Bruselas, Bélgica              | Moqueta       | Goran Ivanišević | Emilio Sánchez Slobodan Živojinović | 7–5, 6–3           |